# Meisterschaft von Zürich 2005
Il Meisterschaft von Zürich 2005, novantaduesima edizione della corsa, valido come prova del circuito UCI ProTour 2005, si svolse il 2 ottobre 2005 su un percorso di 241 km. Venne vinto dall'italiano Paolo Bettini, che terminò in 6h06'22".

## Percorso
Il percorso prevedeva un primo largo giro di 72,5 km, seguito da quattro giri di un circuito finale di 41 km che prevedeva il passaggio sul Pfannenstiel.

## Squadre e corridori partecipanti
Presero parte alla prova le venti squadre con licenza UCI ProTeam. L'unica ammessa tramite l'assegnazione di wild-card fu la AG2R Prévoyance.
| N.      | Cod. | Squadra                |
| ------- | ---- | ---------------------- |
| 1-8     | FAS  | Fassa Bortolo          |
| 11-18   | CSC  | Team CSC               |
| 21-28   | RAB  | Rabobank               |
| 31-38   | DVL  | Davitamon-Lotto        |
| 41-48   | PHO  | Phonak Hearing Systems |
| 51-58   | SDV  | Saunier Duval-Prodir   |
| 61-68   | LSW  | Liberty Seguros-Würth  |
| 71-78   | DSC  | Discovery Channel      |
| 81-88   | GST  | Gerolsteiner           |
| 91-98   | TMO  | T-Mobile Team          |
| 101-108 | C.A  | Crédit Agricole        |

| N.      | Cod. | Squadra                          |
| ------- | ---- | -------------------------------- |
| 111-118 | IBA  | Illes Balears-Caisse d'Epargne   |
| 121-128 | COF  | Cofidis, le Crédit par Téléphone |
| 131-138 | QST  | Quick Step-Innergetic            |
| 141-148 | LIQ  | Liquigas-Bianchi                 |
| 151-158 | LAM  | Lampre-Caffita                   |
| 161-168 | BTL  | Bouygues Télécom                 |
| 171-178 | EUS  | Euskaltel-Euskadi                |
| 181-188 | SDM  | Domina Vacanze                   |
| 191-198 | FDJ  | La Française des Jeux            |
| 201-208 | A2R  | AG2R Prévoyance                  |

## Resoconto degli eventi
Dopo 15 km dalla partenza si staccò la prima fuga di giornata, animata da Mauricio Ardila Cano (Davitamon Lotto), Karsten Kroon e Joost Posthuma (Rabobank), Jan Hruška (Liberty Seguros Würth), Gorka Verdugo (Euskaltel Euskadi) e Aurélien Clerc (Phonak). Lasciati andare dal gruppo, terminarono il primo giro di 72,5 km con un vantaggio di 6'30".
All'inizio del primo dei quattro giri del circuito finale si staccò dal gruppo principale un gruppetto di diciassette corridori, che venne riassorbito al termine della tornata. Tuttavia favorì l'avvicinamento dei battistrada che dopo 125 km dalla partenza furono ripresi. Dopo una decina di chilometri iniziò l'offensiva della Quick Step, quando attaccarono Rik Verbrugghe con i compagni di squadra Patrik Sinkewitz e Cristian Moreni, seguiti da Lorenzo Bernucci (Fassa Bortolo), Aurélien Clerc (Phonak), Carlos Barredo (Liberty Seguros Würth), Andrea Moletta e Heinrich Haussler (Gerolsteiner), Vladimir Miholjević (Liquigas Bianchi) e Andrij Hrivko (Domina Vacanze). A due giri dal termine questo gruppetto guidava la corsa con due minuti di vantaggio sul gruppo principale.
Durante il penultimo giro, il lavoro della Lampre di Cunego ridusse il gruppo a una trentina di corridori e il distacco dai battistrada sulla quarta ascesa del Pfannenstiel a mezzo minuto con 60 km ancora da percorrere. Tuttavia in cima alla salita, la fine del lavoro della squadra italiana favorì ancora i fuggitivi che tornarono ad un minuto di distanza. Lungo la discesa successiva attaccò Cunego, seguito da Paolo Bettini e Luca Paolini (Quick Step), con questi ultimi due che attaccarono e riuscirono a raggiungere il gruppo di testa che a 45 km dal traguardo contava cinque atleti della squadra belga. All'inizio dell'ultimo giro il gruppo er astaccato di 58 secondi.
Bettini con i quattro compagni mantennero alto il ritmo per mantenere il vantaggio, che anzi salì a 1'20" a 36 km dal traguardo, quando fu lo stesso Bettini ad attaccare senza che nessuno lo seguisse. Un salto di catena però lo fece raggiungere da Bernucci e Miholjević, ma rapidamente tornò davanti in solitaria, dimostrando una netta superiorità rispetto ai compagni di fuga e dimostrandosi come principale favorito per la vittoria.
Progressivamente i fuggitivi furono riassorbiti dal gruppo, mentre Bettini all'ultimo passaggio sulla cima del Pfannenstiel aveva un vantaggio di 3 minuti da Lorenzo Bernucci, rimasto solo e raggiunto poi da Fränk Schleck. A 32 secondi seguiva un gruppo con Di Luca e Miholjević (Liquigas-Bianchi), Chavanel (Cofidis), Lövkvist (FDJ) e Sánchez (Euskaltel). Bettini tagliò per primo il traguardo, Schleck e Bernucci riuscirono a mantenere un vantaggio tale da raggiungerlo senza essere riassorbiti dal gruppo di Luca, con l'italiano che lasciò la seconda posizione al lussemburghese, che maggiormente aveva lavorato in vista del traguardo. Di Luca, che finì al quarto posto, rafforzò la leadership nel circuito ProTour a due gare dal termine.

## Ordine d'arrivo (Top 10)
| Pos. | Corridore           | Squadra       | Tempo    |
| ---- | ------------------- | ------------- | -------- |
| 1    | Paolo Bettini       | Quick Step    | 6h06'22" |
| 2    | Fränk Schleck       | Team CSC      | a 2'57"  |
| 3    | Lorenzo Bernucci    | Fassa Bortolo | s.t.     |
| 4    | Danilo Di Luca      | Liquigas      | a 3'10"  |
| 5    | Samuel Sánchez      | Euskaltel     | s.t.     |
| 6    | Steffen Wesemann    | T-Mobile Team | a 3'35"  |
| 7    | Heinrich Haussler   | Gerolsteiner  | a 3'39"  |
| 8    | Thomas Löfkvist     | F. des Jeux   | a 3'41"  |
| 9    | Mirko Celestino     | Domina Vac.   | a 3'57"  |
| 10   | Vladimir Miholjević | Liquigas      | s.t.     |

## Punteggi UCI
| Pos. | Corridore           | Squadra       | Punti |
| ---- | ------------------- | ------------- | ----- |
| 1    | Paolo Bettini       | Quick Step    | 40    |
| 2    | Fränk Schleck       | Team CSC      | 30    |
| 3    | Lorenzo Bernucci    | Fassa Bortolo | 25    |
| 4    | Danilo Di Luca      | Liquigas      | 20    |
| 5    | Samuel Sánchez      | Euskaltel     | 15    |
| 6    | Steffen Wesemann    | T-Mobile Team | 11    |
| 7    | Heinrich Haussler   | Gerolsteiner  | 7     |
| 8    | Thomas Löfkvist     | F. des Jeux   | 5     |
| 9    | Mirko Celestino     | Domina Vac.   | 3     |
| 10   | Vladimir Miholjević | Liquigas      | 1     |